# Гогенберг, Максимилиан фон
Максимилиан фон Гогенберг (нем. Maximilian von Hohenberg; 29 сентября 1902, дворец Бельведер, Вена — 8 января 1962, Вена) — австрийский аристократ, герцог фон Гогенберг в 1917—1962 годах. Глава дома Гогенбергов.

## Биография
Герцог Максимилиан Карл Франц Михаэль Губерт Антон Игнатиус Иосиф Мария фон Гогенберг — средний из троих детей наследника австрийского престола эрцгерцога Франца Фердинанда и его супруги Софии Хотек. Вследствие морганатического брака родителей Максимилиан и его братья и сестра были лишены прав на престол. После убийства родителей в 1914 году дети эрцгерцога были переданы на воспитание тётке по материнской линии графине Генриетте Хотек. Император Франц Иосиф I принял сирот лишь однажды. После смерти родителей Максимилиан как перворождённый получил титул герцога и стал главой дома Гогенбергов.
В 1919 году по особому закону новой Чехословацкой республики братья Гогенберги были высланы в Австрию. Максимилиан по окончании шотландской гимназии в Вене учился на юриста. В 1926 году защитил докторскую диссертацию в Грацском университете и в том же году женился на графине Боне фон Вальдбург цу Вольфегг и Вальдзее. Максимилиан занимался юриспруденцией и управлял имуществом семьи. Как и его брат, он выступал с монархических позиций и поддерживал тесные контакты с Отто фон Габсбургом.
14 мая 1938 года Максимилиан и его младший брат Эрнст, выступившие за независимость Австрии и против аншлюса с Германской империей, были арестованы и отправлены в концентрационный лагерь в Дахау. Будущий федеральный канцлер Леопольд Фигль вспоминал, что братья стойко сносили все унижения заключения и по-товарищески относились к другим узникам. Благодаря ходатайствам жены перед Германом Герингом Максимилиан был освобождён через полгода заключения, а Эрнст был переведён в другой концентрационный лагерь и вернулся домой только в 1943 году. После освобождения Максимилиан был помещён под домашний арест в замке Артштеттен, а имущество семьи было конфисковано.
После войны с согласия советских оккупационных властей Максимилиан был избран бургомистром Артштеттена и занимал эту должность два срока подряд. Много лет Максимилиан был представителем Отто фон Габсбурга на переговорах о судьбе имущества Габсбургов с австрийским правительством.
Максимилиан Гогенберг умер от последствий пребывания в заключении и был похоронен в склепе церкви при Артштеттенском замке в Нижней Австрии рядом со своими родителями.

## Семья
16 ноября 1926 года в Вольфегге Максимилиан женился на графине Елизавете Боне Вальдбургской (1904—1993), дочери Максимилиана 4-го князя фон Вальдбург цу Вольфегг и Вальдзее. В браке родились:
- Франц (13 сентября 1927 — 16 августа 1977), женат на принцессе Елизавете Люксембургской (1922—2011), старшей дочери великой герцогини Шарлотты Люксембургской. У них родились две дочери.
- Георг (25 апреля 1929 — 25 июля 2019), австрийский дипломат, женат на Элеоноре Ауэршперг-Бройннер (1928—2021). У них родилось трое детей.
- Альбрехт (4 февраля 1931 — 25 февраля 2021), женат на графине Леонтине фон Кассис-Фараоне (род. 1933). У них родилось четверо детей.
- Иоганнес (3 мая 1933 — 11 октября 2003), женат на Елизавете Майлингер-Рерль (род. 1947). У них родилось четверо детей.
- Петер (26 марта 1936 — 6 декабря 2017), женат на Кристине-Марии Майлингер-Рерль (1945—2020). У них родились две дочери.
- Герхард (23 декабря 1941 — 8 мая 2019), женат не был. Детей не имел.